# روبرت سيسل
روبرت سيسل أو روبرت غاسكوين سيسل (بالإنجليزية: Robert Gascoyne-Cecil)‏، ويعرف أيضاً بلقب ماركيز ساليسبوري الثالث (بالإنجليزية: 3rd Marquess of Salisbury)‏، هو سياسي بريطاني (3 فبراير 1830-22 أغسطس 1903). تولى رئاسة الوزارة في بريطانيا ثلاث مرات:
- من 23 يونيو 1885 إلى 28 يناير 1886.
- من 25 يوليو 1886 إلى 11 أغسطس 1892.
- من 25 يونيو 1895 إلى 11 يوليو 1902.

انتُخِب اللورد روبرت سيسل لأول مرة في مجلس عموم الأمم المتحدة في عام 1854؛ وشغل منصب وزير الدولة للهند في حكومة اللورد دربي المحافظة بين عامي 1866-1867. عاد ساليسبوري وزير الدولة في الهند في عام 1874 تحت قيادة دزرائيلي، وعُيِّن وزيرًا للخارجية في عام 1878، ولعب دورًا قياديًا في مؤتمر برلين. برز ساليسبوري كزعيم محافظ في مجلس اللوردات بعد وفاة دزرائيلي في عام 1881، مع قيادة السير ستافورد نورثكوت للحزب في مجلس العموم. خلف ساليسبوري وليم إيوارت غلادستون كرئيس للوزراء في يونيو عام 1885، وتولى المنصب حتى يناير عام 1886. عارض ساليسبوري غلادستون عندما أبدى اتجاهه نحو الحكم الذاتي لأيرلندا، وشكل تحالفًا مع النقابيين الليبراليين المنشقين، وفاز في الانتخابات العامة اللاحقة.
تمثل إنجازه العظيم في هذه الفترة بالحصول على غالبية الأراضي الجديدة في أفريقيا خلال الحرب من أجل أفريقيا، وتجنب الحرب أو المواجهة الجادة مع القوى الأخرى. بقي رئيسًا للوزراء حتى شكل ليبراليو غلادستون حكومة بدعم من القوميين الأيرلنديين في الانتخابات العامة لعام 1892. خسر الليبراليون في الانتخابات العامة لعام 1895، وأصبح ساليسبوري للمرة الثالثة والأخيرة رئيسًا للوزراء. قاد بريطانيا إلى النصر في حرب مريرة ومثيرة للجدل ضد البوير، وقاد الاتحاد إلى نصر انتخابي آخر في عام 1900. تنازل عن رئاسة الوزراء لابن أخيه آرثر بلفور في عام 1902 وتوفي في عام 1903. كان آخر رئيس للوزراء من مجلس اللوردات يشغل هذا المنصب.
يتفق المؤرخون على أن ساليسبوري كان زعيمًا قويًا وفاعلا في الشؤون الخارجية، ولديه استيعاب واسع للقضايا. يصف بول سميث شخصيته بأنها «عصابية للغاية، وكئيبة، ومضطربة، ومنطوية، وخائفة من التغيير وفقدان السيطرة، ومتجاهلة للذات، ولكنها قادرة على المنافسة غير العادية». حمل ساليسبوري العقيدة الرجعية بصفته ممثلًا للطبقة الأرستقراطية، وقال: «ستتحول جميع الأحداث للأسوأ، ولذلك فمن مصلحتنا عدم حدوث الكثير». قال سيرل أنه كان يتوق للعودة إلى استقرار الماضي، عندما كانت الوظيفة الرئيسية لحزبه هي تقييد الليبرالية الديماغوجية والتجاوز الديمقراطي؛ وذلك بدلًا من أن يصبح فوز حزبه في عام 1886 نذيرًا بحزب محافظ جديد وأكثر شعبية.

## زعيم المعارضة: 1892-1895
رغب بلفور وتشامبرلين في أعقاب الانتخابات العامة لعام 1892 في متابعة برنامج الإصلاح الاجتماعي، الذي اعتقد ساليسبوري أنه سيعزل «عددًا كبيرًا من الأشخاص الذين كانوا دائمًا معنا»، وأن «هذه الأسئلة الاجتماعية مقدر لها بتفكيك حزبنا». استقال ساليسبوري من رئاسة الوزراء في 12 أغسطس عندما صوت الليبراليون والقوميون الأيرلنديون (الذين كانوا أغلبية في البرلمان الجديد) بنجاح ضد الحكومة. كتب سكرتيره الخاص في وزارة الخارجية أن ساليسبوري «أبدى بهجة غير لائقة بإطلاق سراحه».
قال ساليسبوري، في مقال نُشر في نوفمبر في المجلة الوطنية بعنوان «مراجعة دستورية»، إن الحكومة الجديدة، التي تفتقر إلى الأغلبية في إنجلترا واسكتلندا، لا تملك الحكم الذاتي، وجادل بأن مجلس اللوردات وحده هو الذي يمكن أن يوفر المشاورات اللازمة مع الأمة بشأن سياسات التغيير العضوي بسبب عدم وجود استفتاء. هزم اللوردات مشروع قانون الحكم الذاتي الثاني بأغلبية 419 صوت مقابل 41 في سبتمبر عام 1893، ولكن ساليسبوري منعهم من معارضة واجبات وفاة المستشار الليبرالي في 1894. أصبح ساليسبوري أيضًا رئيسًا للجمعية البريطانية لتقدم العلوم في عام 1894، وقدم خطاب تنصيب بارز في 4 أغسطس من ذلك العام. عادت الانتخابات العامة لعام 1895 بأغلبية اتحادية كبيرة.

## رئيس الوزراء: 1895-1902

### السياسة الخارجية
واجه ساليسبوري تحديًا في الشؤون الخارجية في جميع أنحاء العالم، فإن سياسة «العزلة الرائعة» طويلة الأمد تركت بريطانيا بلا حلفاء وقليل من الأصدقاء. كانت ألمانيا قلقة بشأن تنامي قوتها الصناعية والبحرية، وسياسة القيصر فيلهلم الخارجية غير المنتظمة، وعدم الاستقرار الناجم عن تراجع الإمبراطورية العثمانية. كانت فرنسا تهدد السيطرة البريطانية على السودان. بدأ الرئيس الأمريكي كليفلاند في الأمريكتين نزاعًا حول حدود فنزويلا مع غيانا البريطانية لأسباب سياسية داخلية. كان الصراع في جنوب أفريقيا يهدد جمهوريتي البوير. بدأ الخط الفاصل بين روسيا والهند البريطانية بالتضيق في عام 1800 في اللعبة الكبرى في آسيا الوسطى. كانت الهيمنة الاقتصادية البريطانية في الصين مهددة من قبل قوى أخرى أرادت السيطرة على شرائح من الصين.
هدأ التوتر مع ألمانيا في عام 1890 بعد صفقة تبادل المقتنيات الألمانية في شرق أفريقيا بجزيرة قبالة الساحل الألماني. تصاعدت التوترات وتعثرت المفاوضات بعد تقاعد بسمارك بسبب قيصر جديد عدواني. تراجعت فرنسا في أفريقيا بعد سيطرة البريطانيين في حادثة فشودة. هدأت أزمة فنزويلا بطريقة ودية، وأصبحت لندن وواشنطن صديقتين بعد أن أعطى ساليسبوري لواشنطن ما تريده في النزاع الحدودي في ألاسكا. أدت سياسة الباب المفتوح ومعاهدة 1902 مع اليابان إلى حل أزمة الصين. اندلعت حرب شريرة للبوير في جنوب أفريقيا في عام 1899، واستمرت علامات انتصار البوير بالظهور لبضعة أشهر.

### أزمة فنزويلا مع الولايات المتحدة
اندلعت الأزمة الفنزويلية مع الولايات المتحدة في عام 1895. تسبب نزاع حدودي بين مستعمرة غويانا البريطانية وفنزويلا في الأزمة الأنجلو أمريكية الكبرى عندما تدخلت الولايات المتحدة للوقوف في صف فنزويلا. أقنعت الدعاية التي رعتها فنزويلا الرأي العام الأمريكي بأن البريطانيين ينتهكون الأراضي الفنزويلية. طالبت الولايات المتحدة بتفسير فرفض ساليسبوري ذلك. تصاعدت الأزمة عندما أصدر الرئيس غروفر كليفلاند، مستشهدًا بمبدأ مونرو، إنذارًا نهائيًا في أواخر عام 1895. عمل مجلس وزراء ساليسبوري على إقناعه بضرورة ذهابه إلى التحكيم. هدأ كلا الجانبين وحُلَّت المشكلة بسرعة من خلال التحكيم الذي أيد إلى حد كبير الموقف البريطاني بشأن خط الحدود القانونية. ظل ساليسبوري غاضبًا، ولكنهم توصلوا إلى إجماع في لندن، بقيادة اللورد لاندسداون، على السعي وراء إقامة علاقات أكثر ودية مع الولايات المتحدة. حسنت الولايات المتحدة العلاقات مع أمريكا اللاتينية من خلال الوقوف مع إحدى دول أمريكا اللاتينية ضد زحف البريطانيين؛ وحسنت أيضًا الطريقة الودية للإجراء العلاقات الدبلوماسية الأمريكية مع بريطانيا. دعمت واشنطن لندن في حرب البوير الثانية بشكل رسمي، وذلك على الرغم من شعبية البوير في الرأي العام الأمريكي.

### أفريقيا
حلت اتفاقية أنجلو-ألمانية (1890) المطالبات المتضاربة في شرق أفريقيا. استلمت بريطانيا العظمى أقاليم كبيرة في زنجبار وأوغندا مقابل جزيرة هيلغولاند الصغيرة في بحر الشمال. فشلت المفاوضات مع ألمانيا بشأن القضايا الأوسع نطاقًا. صعّد القيصر الألماني المتهور فيلهلم الثاني في يناير عام 1896 التوترات في جنوب أفريقيا ببرقيته التي أرسلها إلى الرئيس كروجر من ترانسفال لتهنئته في تصديه على غارة جيمسون. تمكن المسؤولون الألمان في برلين من منع القيصر من اقتراح الحماية الألمانية على ترانسفال. جاءت البرقية بنتائج عكسية، إذ بدأ البريطانيون بالنظر إلى ألمانيا على أنها تهديد كبير. نقل البريطانيون قواتهم من مصر جنوبًا إلى السودان في عام 1898 لتأمين السيطرة الكاملة على تلك المنطقة المضطربة. واجهت قوة بريطانية قوية بشكل مفاجئ حملة عسكرية فرنسية صغيرة في فشودة. حل ساليسبوري التوترات بشكل سريع، وانتقل بشكل منهجي نحو علاقات ودية مع فرنسا. كشفت الوثائق في أرشيف وزارة الخارجية أن ساليسبوري كان على علم بالاغتصاب وغيره من الأعمال الفظيعة التي ارتكبها القنصل جورج أنيسلي وجنوده ضد النساء والأطفال في بنين في عام 1897، لكنه لم يتخذ أي إجراء ضد أنيسلي الذي «تقاعد بهدوء».

## روابط خارجية
- روبرت سيسل على موقع الموسوعة البريطانية (الإنجليزية)
- روبرت سيسل على موقع إن إن دي بي (الإنجليزية)